# Havana (Texas)
Pour les articles homonymes, voir Havana (homonymie).
Havana est une census-designated place située dans le comté de Hidalgo, dans l’État du Texas, aux États-Unis. Sa population s’élevait à 407 habitants lors du recensement de 2010.